# Capitale du crime Censuré
Albums de La Fouine
Nouveau Monde
(2016) Sombre
(2018)
Capitale du crime Censuré est la 7e mixtape de La Fouine et le 5e volet  des mixtapes Capitale du Crime sorti le 2 juin 2017. Ayant enregistré 3 morceaux dans les studios de France, il enregistre le reste de la mixtape entièrement à Casablanca au Maroc, il comprend seulement 3 featurings avec Canardo, Tino et Stone,.

## Genèse
Ayant beaucoup plongé dans le monde de la pop et de la variété française sur ses projets précédents (Team BS, Nouveau Monde), le rappeur sort son projet mixtape « hardcore » intitulé Capitale du Crime Censuré. C'est en mi-février qu'il dévoile son premier extrait intitulé Chargée, suivi de Litron, clippé à Casablanca dans sa ville de résidence, les deux dépassant les 5 millions de vues en moins d'un mois. Le 21 avril, il enchaîne avec un troisième morceau hardcore intitulé  RS4.
C'est finalement en début mai que le rappeur dévoile le cover, réalisée par Avejo, ainsi que la date de sortie (6 juin 2017) de CDCC. Le 18 mai 2017, deux semaines avant la sortie de sa septième mixtape, il dévoile le clip Donne-moi mes sous.

## Liste des pistes
| No  | Titre                           | Producteur(s)                                 | Durée |
| --- | ------------------------------- | --------------------------------------------- | ----- |
| 1.  | Capitaine                       | Triple N Beat                                 | 2:45  |
| 2.  | QDS                             | Triple N Beat                                 | 3:13  |
| 3.  | Chargée                         | Triple N Beat                                 | 3:37  |
| 4.  | RS4                             | Triple N Beat                                 | 4:10  |
| 5.  | Donne-moi mes sous              | Canardo & Lil Key                             | 3:30  |
| 6.  | Fouiny Dance                    | Oster                                         | 3:25  |
| 7.  | Chacal (feat. Tino Excezik)     | Triple N Beat                                 | 3:46  |
| 8.  | Litron                          | Triple N Beat                                 | 3:39  |
| 9.  | Kardashian                      | Triple N Beat                                 | 3:10  |
| 10. | Askip (feat. Stone Flexance)    | Triple N Beat & La Fouine                     | 4:02  |
| 11. | McLaren                         | Jay Paris                                     | 3:25  |
| 12. | Juice                           | Hades                                         | 3:54  |
| 13. | Noyé                            | Hades                                         | 3:42  |
| 14. | Lits superposés (feat. Canardo) | ZaProducer, Alien Beats, O2, Furlax & Canardo | 4:13  |
| 15. | Secteur                         | Lil Key                                       | 4:02  |
| 16. | Zeyo                            | West                                          | 4:17  |
| 17. | Doué                            | Lil Key                                       | 3:47  |
| 18. | Zina                            | Oster                                         | 3:33  |

## Clips
| # | Titre              | Réalisateur              | Date             | Durée |
| - | ------------------ | ------------------------ | ---------------- | ----- |
| 1 | Chargée            | Tikadazz (Upnoise Films) | 16 février 2017  | 3:37  |
| 2 | Litron             | Glenn Smith              | 20 mars 2017     | 4:03  |
| 3 | RS4                | Tikadazz (Upnoise Films) | 21 avril 2017    | 4:10  |
| 4 | Donne-moi mes sous | Tikadazz (Upnoise Films) | 18 mai 2017      | 3:30  |
| 5 | QDS                | Glenn Smith              | 2 juin 2017      | 3:37  |
| 6 | Zina               | Glenn Smith              | 25 juin 2017     | 3:12  |
| 7 | Noyé               | Ali Lbouhmadi            | 9 septembre 2017 | 4:02  |